# Мосс, Арнольд
Арнольд Мосс (англ. Arnold Moss; 28 января 1910 года — 15 декабря 1989 года) — американский актёр театра, радио, кино и телевидения 1930—1970-х годов.
В начале 1930—1940 годы Мосс играл во многих бродвейских постановках, очень часто в спектаклях по произведениям Уильяма Шекспира, а также был популярным радиоактёром, а со второй половины 1940-х годов стал сниматься в кино.
Наиболее известными фильмами с участием Мосса были «Искушение» (1946), «Кармен» (1948), «Господство террора» (1949), «Инцидент на границе» (1949), «Мой любимый шпион» (1951), «Вива, Сапата!» (1952), «Великая ночь Казановы» (1954), «27-й день» (1957) и «Гамбит» (1966).
Его сын Джефф Мосс стал композитором, писателем и сценаристом, одним из основателей популярной программы «Улица Сезам».

## Ранние годы жизни и начало театральной карьеры
Арнольд Мосс родился 28 января 1910 года в Нью-Йорке, он бруклинец в третьем поколении. Окончив в Бруклине среднюю школу, он поступил в Нью-Йоркский университет, где получил степень магистра по французской литературе. Увлекшись актёрской профессией, после завершения учёбы Мосс поступил в нью-йоркский театр LeGallienne Civic Repertory Theatre, которым руководила популярная актриса Ева Ле Гальенн, где «сыграл своего первого злодея в спектакле „Питер Пэн“». На некоторое время Мосс отправился в Европу, а в 1929 году вернулся в США, продолжив работу в театре Ле Гальенн.

## Театральная карьера
С 1929 года Мосс стал работать на Бродвее, сыграв за короткий промежуток времени в таких спектаклях, как «Живой труп» (1929—1930), «Ромео и Джульетта» (1930), «Зелёный попугай» (1930), «Зигфрид» (1930), «Камилла» (1931) и «Чудо-мальчик» (1931), где у него была первая значимая роль.
После почти десятилетнего перерыва, связанного с интенсивной работой на радио, Мосс вернулся на Бродвей, сильно сыграв роль безжалостного испанского полковника в драме «Пятая колонна» (1940) по Эрнесту Хемингуэю. В течение 1940-х годов он сыграл ещё в семи в бродвейских постановках, среди которых наибольшее признание ему принесли роли в спектаклях «Путешествие в Иерусалим» (1940), «Полёт на запад» (1940—1941) и «Первая полоса» (1946).
Кроме того, по информации «Лос-Анджелес таймс», «Мосс вызывал восхищение критиков своим исполнением роли Просперо в „Буре“ (1945) и Малволио в „Двенадцатой ночи“ (1949)». Позднее также сыграл на Бродвее в шекспировских постановках «Король Лир» (1950—1951) и «Мера за меру» (1957), а также сформировал собственный репертуарный театр Shakespeare Festival Players, объехав с гастролями 50 американских колледжей. После игры в пьесе Бернарда Шоу «Назад к Мафусаилу» (1958) Мосс на долгое время ушёл с бродвейской сцены, вернувшись в последний раз в 1971 году, чтобы сыграть роль импресарио Дмитрия Вейсмана в изначальной постановке Стивена Сондхайма «Безумства» (1971—1972).

## Карьера на радио
Театральная подготовка и замечательный голос обеспечили Моссу работой на радио, где он много лет проработал актёром и сценаристом. Как отмечает историк кино Хэл Эриксон, «его глубокий, благозвучный голос был идеален для дикторской работы и коммерческой рекламы. На радио он также был сценаристом и продюсером радиосериалов». Мосс начал работу на двух радиостанциях в Балтиморе, после чего в 1932 году вернулся в Нью-Йорк, где в 1932 году стал «самым молодым диктором на радио CBS».
На протяжении 1930—1950-х годов Мосс продолжал с успехом работать на различных нью-йоркских радиостанциях, где ведущие радиосценаристы писали программы специально под него. Кроме того, Мосс выступал на радио как чтец Нью-Йоркского филармонического оркестра, а также был чтецом в программах оркестров Бостона, Детройта и Милуоки.
В 1974—1982 годах Мосс был постоянным автором и исполнителем радиопрограммы CBS «Детективный театр».

## Преподавательская, научная и литературная деятельность
С начала 1930-х годов Мосс на протяжении почти десяти лет преподавал искусство речи в Бруклинском колледже Нью-Йорка
Мосс выполнил перевод с французского языка пьесы «Мартина» (1922) драматурга Жана-Жака Бернарда. Позднее в Нью-Йоркском университете Мосс защитил диссертацию по французской литературе XVIII века, получив степень доктора наук.

## Карьера в кинематографе
В 1946 году Мосс дебютировал в кино, сыграв в фильме нуар «Искушение» (1946) роль шефа египетской полиции, расследующего убийство светского гуляки. В своей следующей картине «Кармен» (1948) Мосс сыграл полковника, командира Хозе, который, как и он, влюблён в заглавную героиню (Рита Хейворт). Дело доходит до дуэли, где Кармен ставит полковнику подножку, в результате чего он падает на меч Хозе и гибнет. В исторической драме о Французской революции «Господство террора» (1949) Мосс сыграл важную роль шефа секретной полиции Фуше. Наконец, Мосс сыграл мексиканца в фильме нуар «Инцидент на границе» (1949), который рассказывал о преступном бизнесе по ввозу нелегальных иммигрантов из Мексики.

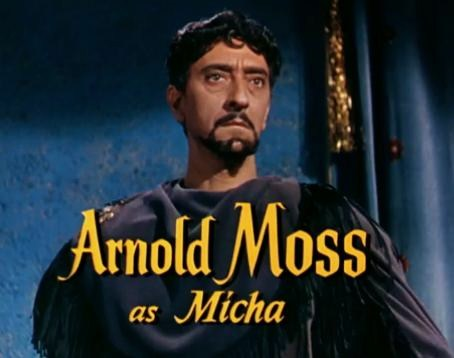
Арнольд Мосс в трейлере фильма «Саломея» (1953)

После исторических приключенческих фильмов «Маска мстителя» (1951) и «Квебек» (1951) Мосс обратился к комедийному жанру, «сыграв две памятные роли в фильмах Боба Хоупа». Сначала он был связным Хоупа в Касабланке в шпионской пародии «Мой любимый шпион» (1951), а затем коварным венецианским дожем в «Большой ночи Казановы» (1954).
«Лос-Анджелес таймс» обратила внимание на его работы в драме о Мексиканской революции «Вива, Сапата!» (1956) с Марлоном Брандо и Энтони Куинном, исторической библейской драме «Саломея» (1953) с Ритой Хейворт, приключенческой исторической ленте с Эрроллом Флинном «Ким» (1950), действие которой происходит в Индии, а также в криминальной комедии «Гамбит» (1966) с Майклом Кейном и Ширли Маклейн.

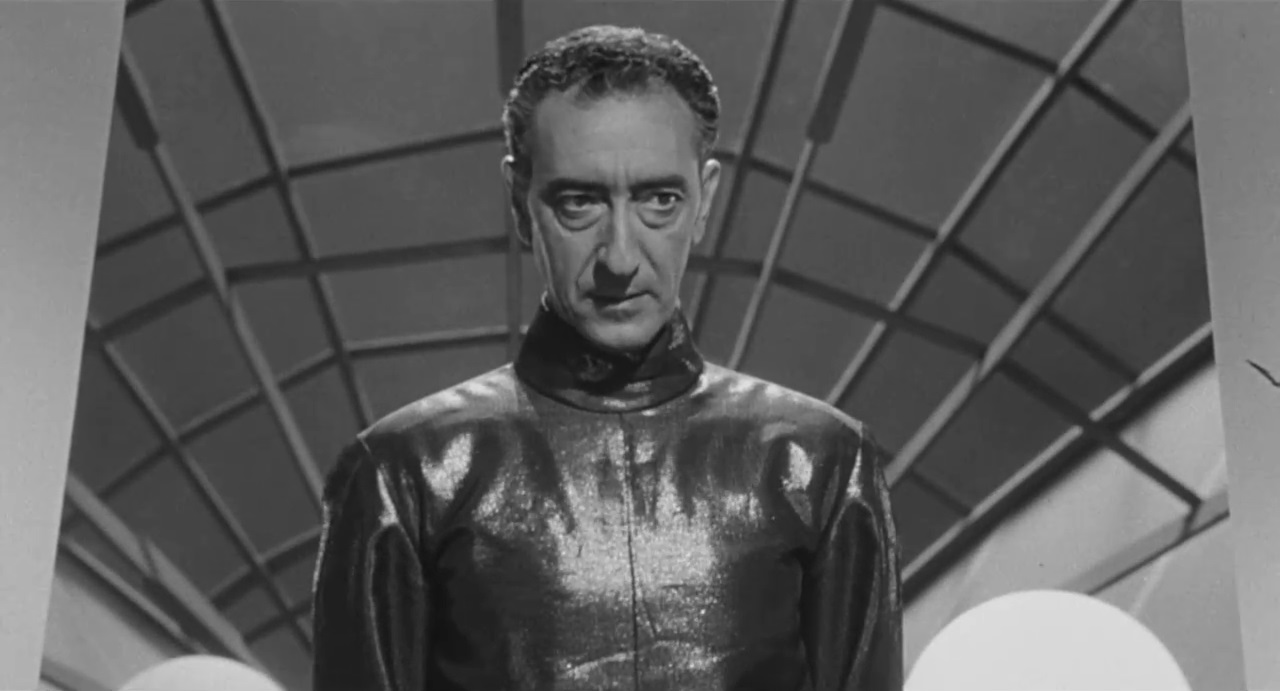
Арнольд Мосс в трейлере фильма «27-й день» (1957)

Мосс также сыграл заметные роли в фильме нуар «Адский остров» (1955), военной драме «Прыжок в ад» (1955), фантастической ленте «27-й день» (1957), где предстал в образе инопланетянина, и приключенческой картине «Убийца дураков» (1957), действие которой происходит вскоре после окончания Гражданской войны в США.

## Карьера на телевидении
С начала 1950-х годов Мосс много работал на телевидении, сыграв с 1950 по 1979 год в общей сложности в 41 различном телесериале, среди них «Первая студия» (1949—1953), «Саспенс» (1950—1953, 5 эпизодов), «Телевизионный театр „Крафта“»(1953—1954), «Альфред Хичкок представляет» (1958), «Стрелок» (1960), «Маркем» (1959), «Правосудие Берка» (1965), «Агенты А. Н.К. Л.» (1965), «Ларедо» (1966), «Звёздный путь» (1966), «Туннель времени» (1967), «Дэниел Бун» (1967), «Бонанза» (1968) и «Остров фантазий» (1978).

## Актёрское амплуа и оценка творчества
Арнольд Мосс отличался аристократической осанкой, безупречной дикцией и звучным голосом, что обеспечивало ему роли в шекспировском театре, а благозвучный глубокий баритон делал его идеальным актёром на радио. С другой стороны, как отметил Хэл Эриксон, в кино «благодаря сатанинским бровям и крупным резким чертам лица Мосса обычно брали на роли родовитых злодеев или зловещих иностранцев». Как отмечено в биографии актёра на Internet Movie Database, Мосс также «специализировался на вежливых злодеях в духе Джорджа Макреди, играя всех — от арабских вождей до мексиканских бандитов и индийских махараджей».
В некрологе в газете «Лос-Анджелес таймс» подчёркивается, что «Арнольд Мосс был классическим актёром разнообразных способностей, который более всего известен своим шекспировским репертуаром, и при этом в кино и на раннем телевидении его предпочитали брать на роли злодея». Кроме того, «Мосс возглавлял шекспировскую труппу, играл главные роли в дневных мыльных операх, записывался и выступал как чтец со многими симфоническими оркестрами».

## Личная жизнь
В 1933 году Мосс женился на актрисе Стелле Рейнольдс, с которой прожил до своей смерти в 1989 году. У пары было двое детей — сын и дочь. Их сын Джефф Мосс (1942—1998) стал известным сценаристом и композитором, одним из основателей и авторов популярной телепрограммы «Улица Сезам».

## Смерть
Арнольд Мосс умер 15 декабря 1989 года в своём доме в Нью-Йорке от рака лёгких, ему было 79 лет.

## Фильмография
| Год        |     | Русское название                   | Оригинальное название                 | Роль                              |
| ---------- | --- | ---------------------------------- | ------------------------------------- | --------------------------------- |
| 1946       | ф   | Искушение                          | Temptation                            | Ахмед Эффенди                     |
| 1948       | ф   | Кармен                             | The Loves of Carmen                   | полковник                         |
| 1949       | ф   | Господство террора                 | Reign of Terror                       | Фуше                              |
| 1949       | ф   | Инцидент на границе                | Border Incident                       | Зопилот                           |
| 1949—1953  | с   | Первая студия                      | Studio One                            | разные роли (3 эпизода)           |
| 1950       | ф   | Ким                                | Kim                                   | Лурган Сахиб                      |
| 1950       | с   | Телетеатр Сомерсета Моэма          | Somerset Maugham TV Theatre           | лорд Маунтдраго (1 эпизод)        |
| 1950       | с   | Часы                               | The Clock                             | (1 эпизод)                        |
| 1950—1951  | с   | Отбой                              | Lights Out                            | разные роли (3 эпизода)           |
| 1950 —1953 | с   | Саспенс                            | Suspense                              | разные роли (5 эпизодов)          |
| 1951       | ф   | Квебек                             | Quebec                                | Жан-Поль Раселль                  |
| 1951       | ф   | Маска мстителя                     | Mask of the Avenger                   | Коларди                           |
| 1951       | ф   | Мой любимый шпион                  | My Favorite Spy                       | Тассо                             |
| 1951       | с   | Видеотеатр «Люкс»                  | Lux Video Theatre                     | Янну (1 эпизод)                   |
| 1952       | ф   | Вива, Сапата!                      | Viva Zapata!                          | Дон Нацио                         |
| 1952—1953  | с   | Сказки завтрашнего дня             | Tales of Tomorrow                     | разные роли (2 эпизода)           |
| 1953       | ф   | Саломея                            | Salome                                | Миша                              |
| 1953       | с   | Омнибус                            | Omnibus                               | герцог Олбани (1 эпизод)          |
| 1953       | с   | Театр «Кемпбелл»                   | Campbell Playhouse                    | (1 эпизод)                        |
| 1953—1954  | с   | Телевизионный театр «Крафта»       | Kraft Television Theatre              | (2 эпизода)                       |
| 1954       | ф   | Великая ночь Казановы              | Casanova's Big Night                  | дож                               |
| 1954       | ф   | Бенгальская бригада                | Bengal Brigade                        | раджа Карам                       |
| 1954       | с   | Телевизионный театр «Моторолы»     | The Motorola Television Hour          | Мартин Борманн (1 эпизод)         |
| 1954       | с   | Опасность                          | Danger                                | (1 эпизод)                        |
| 1955       | ф   | Адский остров                      | Hell's Island                         | Поль Арман                        |
| 1955       | ф   | Прыжок в ад                        | Jump Into Hell                        | генерал Кристиан Де Кастрис       |
| 1956       | тф  | Приключения Марка Поло             | The Adventures of Marco Polo          | Николо                            |
| 1956       | с   | Час «Юнайтед Стейтс Стил»          | The United States Steel Hour          | (1 эпизод)                        |
| 1956       | с   | Кульминация                        | Climax!                               | Халлер (1 эпизод)                 |
| 1957       | ф   | 27-й день                          | The 27th Day                          | инопланетянин                     |
| 1958       | с   | Альфред Хичкок представляет        | Alfred Hitchcock Presents             | доктор Гандербей (1 эпизод)       |
| 1958       | с   | Театр в кресле                     | Armchair Theatre                      | джентльмен из общества (1 эпизод) |
| 1959       | с   | Театр «Армстронга»                 | Armstrong Circle Theatre              | (1 эпизод)                        |
| 1959       | с   | Маркем                             | Markham                               | Рамик Сарид (1 эпизод)            |
| 1960       | с   | Сказки Ширли Темпл                 | Shirley Temple's Storybook            | Белый костюм (1 эпизод)           |
| 1960       | с   | Стрелок                            | The Rifleman                          | Стиван Гризвальд (1 эпизод)       |
| 1962       | с   | Новое поколение                    | The New Breed                         | доктор Канадео (1 эпизод)         |
| 1962       | с   | Час Альфреда Хичкока               | The Alfred Hitchcock Hour             | Виктор Хартман(1 эпизод)          |
| 1962       | с   | Идти своим путём                   | Going My Way                          | мистер Фернандес (1 эпизод)       |
| 1962       | с   | Театр «Дженерал Электрик»          | General Electric Theater              | Феррини (1 эпизод)                |
| 1964       | с   | Шоссе 66                           | Route 66                              | король(1 эпизод)                  |
| 1965       | ф   | Убийца дураков                     | The Fool Killer                       | отец Споттс                       |
| 1965       | с   | Правосудие Берка                   | Burke's Law                           | генерал Кабрал (1 эпизод)         |
| 1965       | с   | Агенты А.Н.К.Л.                    | The Man from U.N.C.L.E.               | Нубар Телемакян (1 эпизод)        |
| 1965       | с   | Конвой                             | Convoy                                | Дегава (1 эпизод)                 |
| 1966       | ф   | Гамбит                             | Gambit                                | Абдул                             |
| 1966       | с   | Шоу Джона Форсайта                 | The John Forsythe Show                | Дюваль (1 эпизод)                 |
| 1966       | с   | Ларедо                             | Laredo                                | капитан Анри Деклер(1 эпизод)     |
| 1966       | с   | Звёздный путь                      | Star Trek                             | Антон Каридиан (1 эпизод)         |
| 1966       | с   | Девушка из А.Н.К.Л.                | The Girl from U.N.C.L.E.              | Иман Аббас (1 эпизод)             |
| 1967       | ф   | Скачки золотых быков               | The Caper of the Golden Bulls         | мистер Шанари                     |
| 1967       | кор | Планирование коммунального убежища | Community Shelter Planning            | Джон, комиссар                    |
| 1967       | с   | Дэниэл Бун                         | Daniel Boone                          | Энтони Бедлоу (1 эпизод)          |
| 1967       | с   | Временное пространство             | The Time Tunnel                       | Малек (1 эпизод)                  |
| 1967       | с   | Манкиз                             | The Monkees                           | Видару (1 эпизод)                 |
| 1967       | с   | Мистер Потрясающий                 | Mr. Terrific                          | Виктор / доктор Челси (1 эпизод)  |
| 1968       | с   | Бонанза                            | Bonanza                               | вождь Одинокое копьё(1 эпизод)    |
| 1971       | тф  | Гидеон                             | Gideon                                | Иоас                              |
| 1974       | тф  | Да, Вирджиния, Санта-Клаус есть    | Yes, Virginia, There Is a Santa Claus | сержант Малдун (голос)            |
| 1976       | с   | Серпико                            | Serpico                               | Тиллер (1 эпизод)                 |
| 1978       | с   | Остров фантазий                    | Fantasy Island                        | шейх (1 эпизод)                   |
| 1979       | с   | На пороге ночи                     | The Edge of Night                     | Дэвид Хенсон (10 эпизодов)        |